# Нанум
Нанум — правитель или один из претендентов на престол Аккада во время усобицы 2176—2173 гг. до н. э.
После смерти царя Шаркалишарри в 2176 г. до н. э. Аккад в течение трех лет находится в состоянии хаоса, чем воспользовались гутии, вскоре установившие там свою власть. В это время появилось сразу несколько претендентов на престол, в числе которых был Нанум.
О Нануме известно лишь из «Царского списка», составители которого, видимо, не были уверены, кто из четырёх претендентов (Игиги, Нанум, Ими и Элулу) действительно являлся царём («Кто был царём, а кто не был царём?»). Вероятно, имя «Нанум» имеет уменьшительно-уничижительный характер.